# 渡辺茂夫
渡辺 茂夫（わたなべ しげお、1941年6月26日 - 1999年8月13日）は少年時代に戦後復興期の日本で活躍したヴァイオリニスト。いわゆる伝説的な音楽的神童のひとり。

## 生い立ち
東京生まれ。音楽家一家に生まれ、茂夫の生母・鈴木満枝はヴァイオリニストだった。4歳より、母方の叔父の渡辺季彦が経営する音楽教室（渡辺ヴァイオリン・スタジオ）でヴァイオリンを学び始める。その翌年、両親の離婚にともない、そのまま渡辺家の養子となった。

### 天才少年の誕生
1948年（7歳）に芝白金小学校に入学するが、早くもこの年に、巖本真理より音楽的才能を絶賛され、12月に最初のリサイタルを、翌年以降も毎年1回の定例コンサートを行う。また、1949年にはヴァイオリンを弾く少年役として渡辺邦男監督の映画「異国の丘」に出演している。早くも創作面にも関心を示し、音楽理論を石桁真礼生に師事しながら作曲活動や詩作にも着手し、小学校の最終年次にヴァイオリン協奏曲、オペラ、ヴァイオリン・ソナタを作曲。その作品はクラウス・プリングスハイムによって高く評価された。

### 渡米
1954年（13歳）に暁星中学校に進学。同年、イギリスの名指揮者マルコム・サージェントの指揮により、東京交響楽団とチャイコフスキーの協奏曲を演奏。来日したダヴィッド・オイストラフを訪ねて演奏を行う。5月、渡辺季彦の奔走により、帝国ホテルにおいて、来日中のヤッシャ・ハイフェッツに面会し、演奏を披露、ハイフェッツに深い感銘を与え「百年に一人の天才」と評される6月にハイフェッツからの招待を得て、両親に促されて渡米が決まる。1955年3月、ジュリアード音楽院院長より、「ハイフェッツ氏の熱心な推薦により」無試験入学が許可される。各方面の支援者（アメリカ軍属、朝日新聞社、その他の個人）から経済的援助を受け、期限は2年間、演奏旅行には連れ出さないとの条件により、7月に飛行機で渡米。

### 輝かしい未来
（14歳）カリフォルニア州で語学研修を受けるかたわら、奨学金を得て地元の夏季音楽講習会にも参加する。早くも天才ぶりと品のよい物腰から脚光を浴び、とりわけハンガリー人ピアニストのジェルジ・シャンドールに目をかけられた。8月末にはモーリス・アブラヴァネルの指揮でベートーヴェンの協奏曲を演奏して、サンタバーバラ市の地元紙で絶賛される。講習会の告別演奏会にも出席して、自作のヴァイオリン・ソナタを披露する。9月にニューヨークに到着し、ジュリアード音楽院でペルシャ出身のヴァイオリニストイワン・ガラミアン（アイヴァン・ガラミアン）に師事することが決定。日系人の家庭にホームステイを始めるが、後にガラミアン宅に同居する。

### 最後の栄光
1956年（15歳）からニューリンカーンのハイスクールに通学。この頃から日本への連絡が途絶えがちになる（一説には、日本や日本語に対する嫌悪感があらわれたと言われる）。職業音楽家を集めたプライベートの演奏会において、ハイフェッツの伴奏者として知られるエマヌエル・ベイのピアノにより、ブラームスのヴァイオリン・ソナタ、ヴィエニャエフスキの≪協奏曲 第1番≫を演奏。出席者には、レナード・バーンスタイン、ピアティゴルスキー、レナード・ローズらの顔ぶれがあり、ハイフェッツのお気に入りの指揮者アルフレッド・ウォーレンスタインからは、世界一の演奏家になるとのお墨付きを得た。新学期の9月には、ジュリアード音楽院で史上最年少の奨学生に選ばれ、さらに半額と規定されていた奨学金も全額支給される。秋にガラミアン教授宅を出て、ホームステイ先を変更。すでにガラミアンとそりが合わなくなっていた。

### 青春の終わり・悲劇の幕切れ
1957年2月、情緒不安定を訴え精神科に通院。春にふたたびホームステイ先を変更する。4月より助手としてジュリアード音楽院に残り、研究のかたわら治療を続ける。夏のヴァカンスでカリフォルニア州に行き、恩人ハイフェッツを訪ね、激賞された。9月にジュリアード音楽院に再入学するが、乏しい報酬と心もとない支援金により耐久生活を余儀なくされており、劣悪な住環境しか見つからなかった（身元引受先のジャパン・ソサエティーによる配給額が適切でなかったためとされる）。
異国の地で人間嫌いと疎外感がつのるようになり、自殺願望をほのめかすようにもなると、両親は茂夫の急変を察知。ジャパン・ソサエティに緊急帰国を要請するも、同協会は茂夫の治療優先の方針を崩さなかった。ついに11月2日、茂夫は未成年が購入禁止とされているはずの睡眠薬を大量に服用する。11月5日に日本の家族に危篤を告げる電報が届いた。一命はとりとめたものの、不幸にも脳障害が残り、回復する見込みはなかった。翌年1月、家族の要請により日本に送還され、その後四十年以上に渡って在宅療養を続けた。

### 再評価
1988年、父・季彦の門下生など関係者の尽力によって、かつての茂夫の演奏・肉声を収録したCD3枚組が自主制作・頒布された。そして1996年、前述のCDを2枚組にまとめた「神童 <幻のヴァイオリニスト>」が東芝EMIから発売された。これが大きな反響を呼び、「驚きももの木20世紀」など複数のドキュメンタリー番組が制作され、その悲劇的な人生と(放送当時の)半ば植物状態の姿が紹介された。同年にはCD第二弾が発売されている。
1999年8月13日に急性呼吸不全により58歳で永眠した。死後も茂夫に関係するCDがいくつか発売されている。
2009年、茂夫の遺品バイオリン2丁と楽譜など約300点が日本近代音楽館に父・季彦から寄贈された。

## 演奏の特徴
茂夫の演奏は、ガラミアンにつく前にすでにある程度の完成の域に入っていた、と養父・季彦はいう。アウアー奏法を基本として技術的にも優れた才を示していたにもかかわらず、ガラミアンがそれに理解を示さず、独自の厳しい指導でもって自身の奏法へ転換させようとした重圧に茂夫は苦しみ続けたといえる。
茂夫の養父、渡辺季彦 (1909年 - 2012年6月10日) はヴァイオリン教師であり、門下生の多くが国内の各地や海外で、ソリストや楽団員として活動している。近ごろ話題を呼んだ「もうひとりの渡辺茂夫」こと栗原幸信少年も、渡辺季彦の門下生である。渡辺季彦は、カール・フレッシュの理論書やレオポルト・アウアーの著作をひも解きながら、独自のメソッドを編み出しており、小野アンナと同様、早期教育の重要性を説いていた。

## ディスコグラフィ
- 神童 <幻のヴァイオリニスト> (東芝EMI / 1996年7月24日)
- 続・神童 (東芝EMI / 1996年11月20日)
- 世紀の巨匠ジャパン・ライブ・シリーズ: マルコム・サージェント (東芝EMI / 1996年2月21日)

※渡辺茂夫の演奏は2曲目の「ヴァイオリン協奏曲ニ長調 op.35」のみ
- グルリット ヴァイオリン協奏曲 (ミッテンヴァルト / 2006年6月1日)
- 渡辺茂夫作曲 ヴァイオリン・ソナタ (ミッテンヴァルト / 2006年7月1日)